# Pogoplug
Pogoplug（ポゴプラグ）は、米クラウドエンジンズ社（CloudEngines）が販売していたNASアダプター。
格納されているファイルをオンラインストレージとして転送公開する専用サーバー利用権とセットにして販売されていた。

## 概要
プラグコンピュータを応用したNASアダプタであり、本体にUSB接続のストレージ（HDD、USBメモリなど）を接続すると、そこに保存されているファイルにパーソナルオンラインストレージ（パーソナルクラウド） としてインターネットからクラウドエンジン社の専用サーバ経由で外部のPC・スマートフォン（無償の専用ソフトが必要）などからアクセスできる。
もちろん、NASとして、LANからもファイルサーバとして利用できる（無償クライアントソフトのインストールが必要）。
一般に、クラウドストレージサービスを利用するには月額料金が必要であったり、無料の場合は小容量の場合が多いが、Pogoplugでは専用サーバーは本体の購入後、無料で利用でき、容量は本体に複数のストレージを接続することで、自分で増やすことができる。
ただしPogoplugのパーソナルクラウドストレージは（たとえクライアントが同一LAN上にあっても）、必ずPogoplug社のサーバを経由してデータを転送するので、データ転送スループットがPogoplug社のサーバ（とそこまで、そこからの経路）のスループットおよび遅延で制限され、ユーザが増えると必然的に遅くなり、バックアップなど大容量のデータを転送するNASとしての利用価値は著しく低い。これは、LANとインターネットを隔て外部からLANへの侵入を防ぐファイアウォールを通過するために、中間サーバを置くという原始的なアーキテクチャを採用したためであり、Skypeのように接続の開始時だけサーバがディレクトリサービスを行い、データ転送その物はサーバの介在なしにP-to-Pで行う方式に比べて明らかに劣っている。
ハードウェアはARM CPU（バージョンによりシングルコア、デュアルコア）と128~256MBのRAMを実装しており、オペレーティングシステムはLinuxである。Linuxコミュニティにより汎用のLinuxボックスとして動作させるパッケージが開発されている。
2013年8月既存のPCをパーソナルクラウドサーバにするソフトウェア「Pogoplug PC」や、AmazonのGlacierをバックボーンに使った低価格コールドストレージ型クラウドストレージサービスを販売するビジネスに転換。
2013年10月Pogoplugのサイトからはハードウェア製品は姿を消し日本語サイトもアクセスできなくなる。
2015年6月にはPogoplug Cloudの無料プランを終了。2016年9月28日午前9時にクラウドストレージ自体が終了。これ以降も自宅ストレージへのリモートアクセス機能など提供は継続すると発表された

2021年3月公式サイトのドメイン（pogoplug.com）はインドネシアのブックメーカー企業によって管理されている。

## 日本版
日本国内での利用について、発表当時はクラウドエンジン社のサーバは日本国内にはなかったため
オンラインストレージ としての速度はネットワーク距離による遅延で制約されていた。
2011年2月 から日本版が発売され、日本版用サーバーは国内でソフトバンクBBが運用するものになり
ネットワーク距離の影響が小さくなった。

## 歴史
- 2009年1月7日 ラスベガスのコンシューマー・エレクトロニクス・ショー(CES)にて発表[4]
- 2011年2月4日 ソフトバンクBBとの協業により、日本版「Pogoplug POGO-P25」の展開開始[5][6]